# Jiří Ticháček
Jiří Ticháček (* 5. ledna 1951) je bývalý československý reprezentant v orientačním běhu. Jeho největším úspěchem je bronzová medaile ze štafetového závodu mistrovství světa v roce 1979, kterou vybojoval spolu ze Zdeňkem Lenhartem, Petrem Uhrem a Jaroslavem Kačmarčíkem.
V roce 2016 byl uveden do Síně slávy orientačního sportu.

## Sportovní kariéra

### Umístění na MS
| Konsberg 1978 | 17. místo | 5. místo |
| Tampere 1979  | 17. místo | 3. místo |
| Thun 1981     | 13. místo | 4. místo |

| Velingrad 1977 | 14. místo | 3. místo |
| Avesta 1980    | 18. místo | 4. místo |

### Umístění na MČSR
| Mistrovství Československa v orientačním běhu | Mistrovství Československa v orientačním běhu | Mistrovství Československa v orientačním běhu | Mistrovství Československa v orientačním běhu | Mistrovství Československa v orientačním běhu | Mistrovství Československa v orientačním běhu | Mistrovství Československa v orientačním běhu | Mistrovství Československa v orientačním běhu |
| Ročník                                        | Kategorie                                     | Klasická trať                                 | Krátká trať                                   | Dlouhá trať                                   | Noční                                         | Členství v klubu                              |                                               |
| --------------------------------------------- | --------------------------------------------- | --------------------------------------------- | --------------------------------------------- | --------------------------------------------- | --------------------------------------------- | --------------------------------------------- | --------------------------------------------- |
| MČSR 1967                                     | H18 – starší dorostenci                       | 26. místo                                     |                                               |                                               |                                               | TJ Gottwaldov                                 |                                               |
| MČSR 1968                                     | H18 – starší dorostenci                       | 3. místo                                      |                                               |                                               |                                               | TJ Gottwaldov                                 |                                               |
| MČSR 1969                                     | H17 – starší dorostenci                       | 1. místo                                      |                                               |                                               |                                               | TJ Gottwaldov                                 |                                               |
| MČSR 1970                                     | H19 – junioři                                 | 1. místo                                      |                                               |                                               |                                               | VSK Mendelu Brno                              |                                               |
| MČSR 1971                                     | H21 – muži                                    | 3. místo                                      |                                               | 13. místo                                     | 1. místo                                      | VSK Mendelu Brno                              |                                               |
| MČSR 1972                                     | H21 – muži                                    | 1. místo                                      |                                               | 15. místo                                     | 12. místo                                     | VSK Mendelu Brno                              |                                               |
| MČSR 1974                                     | H21 – muži                                    | 3. místo                                      |                                               | 2. místo                                      | 8. místo                                      | VSK Mendelu Brno                              |                                               |
| MČSR 1975                                     | H21 – muži                                    | 2. místo                                      |                                               | 16. místo                                     |                                               | VSK Mendelu Brno                              |                                               |
| MČSR 1976                                     | H21 – muži                                    | 3. místo                                      |                                               | 3. místo                                      | 2. místo                                      | KOB Dobruška                                  |                                               |
| MČSR 1977                                     | H21 – muži                                    | 2. místo                                      |                                               | 5. místo                                      | 2. místo                                      | TJ Jičín                                      |                                               |
| MČSR 1978                                     | H21 – muži                                    | 5. místo                                      |                                               | 11. místo                                     | 5. místo                                      | TJ Jičín                                      |                                               |
| MČSR 1979                                     | H21 – muži                                    | 11. místo                                     |                                               | 6. místo                                      |                                               | TJ Jičín                                      |                                               |
| MČSR 1980                                     | H21 – muži                                    | 5. místo                                      |                                               | disk                                          | 10. místo                                     | TJ Jičín                                      |                                               |
| MČSR 1981                                     | H21 – muži                                    | 3. místo                                      |                                               | 1. místo                                      |                                               | TJ Jičín                                      |                                               |
| MČSR 1982                                     | H21 – muži                                    | 37. místo                                     |                                               |                                               |                                               | TJ Jičín                                      |                                               |